# Confiture de pastèques
La confiture de pastèques ou confiture de melon d'eau est une confiserie traditionnelle du Languedoc, de la Provence et des Charentes. Sa fabrication, restée longtemps ménagère, est désormais devenue artisanale.

## Élaboration
Elle est réalisée à base de gigérines et de zestes de citron. La chair de cette pastèque à confiture est blanc-verdâtre et contient des graines rouges ou vertes en fonction de la sous-variété. Cette cucurbitacée, dont le nom scientifique est  Citrullus lanatus, est relativement pauvre en vitamines et ne possède pas de valeur nutritive particulière.
Si les ingrédients sont simples et peu nombreux, il faut, pour un kilogramme de fruit, un citron et 750 grammes de sucre, la préparation est longue, de plus les morceaux de pastèque doivent dégorger une journée dans le sucre. La cuisson s'arrête au petit boulé.

## Dénomination
Elle porte le nom de confiture de citres dans l'arrondissement d'Apt, et de confiture de mérévilles dans celui de Carpentras.

## Accord mets / vin
Traditionnellement, il est conseillé d'accompagner cette confiture soit d'un vin doux naturel, soit d'un vin liquoreux ou d'un vin effervescent.